# Яванский календарь
Яванский календарь (яв. ꦥꦤꦁꦒꦭ꧀ꦭꦤ꧀ꦗꦮ, Takwim Jawa) — календарь яванского народа. Используется обычно одновременно с двумя другими календарями — григорианским и исламским. Григорианский календарь является официальным календарём Республики Индонезии и местного гражданского общества, в то время как исламский календарь используется мусульманской общиной Индонезии для религиозного богослужения и определения соответствующих исламских праздников.
Яванский календарь является значимым элементом культурного и духовного наследия яванцев. Помимо последних, его в той или иной мере используют другие коренные народы острова Ява — мадурцы и сунданцы.
Нынешняя система яванского календаря была введена в 1633 году Агунгом, правителем Матарама. До этого яванцы использовали индуистский календарь (сака), который начинается в 78 году и использует солнечный цикл для расчёта времени. Календарь султана Агунга сохранил систему подсчёта календарного года Сака, но отличается использованием той же системы измерения лунного года, что и исламский календарь, а не солнечного года. Иногда по аналогии с григорианским и юлианским календарями яванский календарь фигурирует под его латинским названием Anno Javanico или AJ (яванский год).

## Календарные циклы
Яванский календарь содержит несколько перекрывающихся (но отдельных) измерений времени, называемых «циклами». Они включают:
- пятидневная неделя, называемая паса́ран;
- григорианская и исламская семидневная неделя;
- солнечный месяц, называемый ма́нгса;
- Лунный месяц, называется ву́лан;
- лунный год или та́хун;
- циклы окто-эннии (8 лет) или ви́нду;
- 120-летний цикл из 15 винду, называемый куру́п.

## Деление времени
Дни в яванском календаре, как и в исламском календаре, начинаются на закате. Традиционно яванский народ делит день и ночь не на часы, а на фазы.
Разделение дня и ночи:
| Начало | Конец | Яванское имя        | Название                   |
| ------ | ----- | ------------------- | -------------------------- |
| 6:00   | 8:00  | эсук ꦲꦺꦱꦸꦏ꧀            | утро                       |
| 8:00   | 12:00 | тенгани ꦠꦼꦁꦲꦔꦶ         | полуденный                 |
| 12:00  | 13:00 | бедуг ꦧꦼꦢꦸꦒ꧀           | время молитвы бедуг        |
| 13:00  | 15:00 | лингсир кулон ꦭꦶꦁꦱꦶꦂꦏꦸꦭꦺꦴꦤ꧀ | (солнце) движется на запад |
| 15:00  | 18:00 | асар ꦲꦱꦂ             | время для молитвы Асар     |

| Начало | Конец | Яванское имя       | Название            |
| ------ | ----- | ------------------ | ------------------- |
| 18:00  | 20:00 | сорэ ꦱꦺꦴꦉ            | вечер               |
| 20:00  | 23:00 | сирап ꦱꦶꦫꦥ꧀          | время отхода ко сну |
| 23:00  | 1:00  | тегах венди ꦠꦼꦔꦃꦮꦼꦔꦶ   | полночь             |
| 1:00   | 3:00  | лингсир венги ꦭꦶꦁꦱꦶꦂꦮꦼꦔꦶ | поздняя ночь        |
| 3:00   | 6:00  | бангун ꦧꦔꦸꦤ꧀         | пробуждение         |

## Циклы дней

### Пятидневная неделя (пасаран)
Нативная яванская система группирует дни в пятидневную неделю, называемую паса́ран, в отличие от большинства календарей, в которых используется семидневная неделя. Это название происходит от корневой основы паса́р, означающую (рынок). Джон Кроуфурд (1820) предположил, что продолжительность еженедельного цикла связана с количеством пальцев на руке и что странствующие торговцы чередуют свои посещения разных деревень в соответствии с пятидневным «списком».
Каждый день цикла имеет два названия, что связано с наличием в яванском языке двух различных регистров: нгоко (неформального) и крама (формального). Формальные имена используются значительно реже.
- ꦊꦒꦶ (леги) — ꦩꦤꦶꦱ꧀ (манис)
- ꦥꦲꦶꦁ (пахинг) — ꦥꦲꦶꦠ꧀ (паит)
- ꦥꦺꦴꦤ꧀ (пон) — ꦥꦼꦠꦏ꧀ (петак)
- ꦮꦒꦺ (вагэ) — ꦕꦼꦩꦺꦁ (семенг)
- ꦏ꧀ꦭꦶꦮꦺꦴꦤ꧀ (кливон) — ꦲꦱꦶꦃ (асих)

Этимология этих названий остаётся неясной. Возможно, они как-то связаны с именами местных божеств — как, например, европейские названия дней недели. Древняя яванская рукопись иллюстрирует неделю пятью человеческими фигурами (показанными справа под названиями дней): мужчина, схвативший за волосы просителя, женщина, держащая рог, чтобы получить жертву, мужчина, направляющий меч на другого, женщина, держащая сельскохозяйственную продукцию, и мужчина, держащий копьё, направленное на быка.
Кроме того, яванцы считают, что имена этих дней мистически связаны с цветами и направлением на стороны света:
- леги: белый и восток;
- пахинг: красный и юг;
- пон: жёлтый и запад;
- вагэ: чёрный и север;
- кливон: размытые цвета и «центр».

Большинство рынков на Яве не следуют традиционному циклу пасарана, а остаются открытыми каждый день григорианской недели. Однако многие из них всё ещё сохраняют традиционные названия, которые указывали на то, что когда-то рынки работали только в определённые пасаранские дни, такие как Пасар-Леги или Пасар-Кливон. До настоящего времени в дни, соответствующие своим названиям, они, как правило, ведут более оживлённую торговлю и собирают больше покупателей.

### Семидневная неделя
Недельный цикл продолжительностью семь дней (дина питу, «семь дней») взят из исламского календаря, принятого после распространения ислама на индонезийском архипелаге. Названия дней недели на яванском языке происходят от их арабских аналогов, а именно:
| яванский                | арабский                      | английский  |
| ----------------------- | ----------------------------- | ----------- |
| Сенин (ꦱꦼꦤꦶꦤ꧀)             | Яум аль-Итнайн (يوم الاثنين)  | понедельник |
| Селаса (ꦱꦼꦭꦱ)            | яум ат-талата '(يوم الثلاثاء) | вторник     |
| Ребо (ꦉꦧꦸ)               | яум аль-арбаа '(يوم الأربعاء) | среда       |
| Кемис (ꦏꦼꦩꦶꦱ꧀)             | яум аль-хамис (يوم الخميس)    | четверг     |
| Джемува (ꦗꦼꦩꦸꦮꦃ)           | яум аль-джум’а (يوم الجمعة)   | пятница     |
| Сету (ꦱꦼꦠꦸ)               | яум ас-сабт (يوم السبت)       | суббота     |
| Мингу / Ахад (ꦩꦶꦁꦒꦸ / ꦄꦲꦢ꧀) | Яум аль-Ахад (يوم الأحد)      | воскресенье |

Пяти- и семидневные недели накладываются друг на друга. Таким образом, например, определённая пятница может приходиться на день кливона и, соответственно, называется джумат кливон.

### Ветонан
Пяти- и семидневные недели комбинируются в рамках цикла ветонан, продолжающийся, соответственно, 35 (7x5) дней. 
Пример цикла ветонан:
| английский                  | Понедельник 5 | Вторник 6 | Среда 7  | Четверг 8 | Пятница 9 | Суббота 10 | Воскресенье 11  |
| Яванская семидневная неделя | Сенин 5       | Селаса 6  | Ребо 7   | Кемис 8   | Джумат 9  | Сету 10    | Мингу / Ахад 11 |
| Яванская пасаранская неделя | 28 Пон        | 29 Вагэ   | 1 Кливон | 2 Леги    | 3 Пахинг  | 4 Пон      | 5 Вагэ          |
Таким образом, вторник 6 мая 2008 года для яванцев будет днём селаса вагэ.
Ветонанский цикл особенно важен для гадательных систем, важных праздников и обрядов прохождения. Празднования и мероприятия проводятся в дни, считающиеся благоприятными. Во многих яванских начальных школах подчёркивается особое место важных исторических событий в системе ветонан. Так, например, провозглашении независимости Индонезии», состоявшаяся 17 августа 1945 года, пришлась на джумат леги — как и дни рождения и смерти султана Агунга, изобретателя современного яванского календаря. Поэтому джумат леги считается важной ночью для паломничества. Есть также табу, которые относятся к циклу; например, ритуальный танец бедхайя может быть выполнен только в день кемис кливон.
Яванцы считают, что совпадение пасаранского дня с общим днём в день рождения указывает на личностные характеристики этого человека, аналогичные западному зодиаку и планетарному расположению в западной астрологии.

### Цикл павукон
Павукон — это 210-дневный цикл в яванском календаре, связанный с индуистской традицией. Хотя яванцы уже несколько веков не исповедуют индуизм, павукон все ещё используется некоторыми из них. Календарь состоит из параллельных недель и имеет набор из десяти недель продолжительностью 1, 2, 3, 4, 5, 6, 7, 8, 9 и 10 дней.
Первый день года считается первым днём всех десяти недель. Поскольку 210 не делится на 4, 8 или 9, дополнительные дни должны быть добавлены к 4, 8 и 9 дням недели.

### Нумерация дат
Дни нумеруются в течение лунного месяца вулан, как это принято в других календарных системах. Дата указывает на изменение луны и символизирует жизнь человека в мире. Этот процесс известен как чакра мангилинган или херу чакра.
В первый день месяца, после новолуния, Луну сравнивают с новорождённым ребёнком. 14-й день, называемый пурнама сидхи (полная Луна), представляет собой женатого взрослого. Следующий день, называемый пурнама, наступает, когда Луна начинает угасать. Двадцатый день, панлонг, символизирует момент, когда люди начинают терять свою память. 25-й день, сумуруп, представляет собой точку, в которой взрослые нуждаются в уходе. 26-й день, манджинг, представляет возвращение человека к его рождению.

## Месячные циклы

### Солнечные месяцымангса
Солнечный год делится на двенадцать периодов (мангса) неравной длины. Его происхождение лежит в сельскохозяйственной практике на Яве. Названия первых десяти месяцев — это просто порядковые числа от 1 до 10 на яванском языке, хотя названия 11-го и 12-го месяцев неясны. Цикл начинается около летнего солнцестояния, примерно в середине сухого сезона на Яве.
В XIX веке система солнечного месяца или праната мангса была гораздо лучше известна среди яванцев, чем гражданский или религиозный год. Цикл явно имеет яванское происхождение, поскольку соответствует климатическим реалиям Явы, но не многих других территорий Малайского архипелага, а также использует яванские названия для месяцев. Хотя цикл хорошо согласуется с погодным режимом, он все же явно несколько произвольный, что можно увидеть на протяжении месяцев.
Солнечные месяцы:
| Начальный день | название               | Длина в днях | Описание |
| -------------- | ---------------------- | ------------ | --- |
| 23 июня        | Мангса Касо ꦩꦁꦱꦏꦱꦺꦴ       | 41           | Сухой сезон; листья падают с деревьев; земля иссохшая и твёрдая, лишённая воды «как драгоценный камень, выпавший из оправы»                             |
| 3 августа      | Мангса каро ꦩꦁꦱꦏꦫꦺꦴ       | 23           | Сухой сезон; сухая земля лежит в твёрдых комочках; манго и хлопковые деревья начинают цвести                                                            |
| 26 августа     | Мангса кателу ꦩꦁꦱꦏꦠꦼꦭꦸ    | 24           | Сухой сезон; корни пряностей собирают; ямс начинает приносить плоды                                                                                     |
| 19 сентября    | Мангса капат ꦩꦁꦱꦏꦥꦠ꧀     | 25           | Дождь начинает падать, как «слёзы, навернувшиеся в душе», отмечая конец сухого сезона; птицы поют и строят гнёзда. Сезон тыкв близок                    |
| 14 октября     | Мангса калима ꦩꦁꦱꦏꦭꦶꦩ    | 27           | Сезон дождей, иногда с сильными ветрами и наводнениями; манго созрели; змей изгоняют из их гнёзд; «Золотой фонтан орошает землю»                        |
| 11 ноября      | Мангса канем ꦩꦁꦱꦏꦤꦼꦩ꧀     | 43           | Сезон дождей; удары молнии и оползни; но это также сезон многих фруктов                                                                                 |
| 23 декабря     | Мангса капиту ꦩꦁꦱꦏꦥꦶꦠꦸ    | 43           | Сезон дождей в самом разгаре; птицы испытывают затруднения в поисках пищи, и во многих местах наблюдаются сильные наводнения                            |
| 4/5 февраля    | Мангса каволу ꦩꦁꦱꦏꦮꦺꦴꦭꦸ    | 27           | Сезон дождей; рисовые поля растут, и кошка ищет себе кота; личинок и гусениц предостаточно                                                              |
| 2 марта        | Мангса Касанга ꦩꦁꦱꦏꦱꦔ   | 25           | Сезон дождей; рисовые поля желтеют; «радостная новость распространяется»; вода наполняет землю, ветер дует в одном направлении, и многие фрукты созрели |
| 27 марта       | Мангса Касадаса ꦩꦁꦱꦏꦱꦢꦱ | 24           | Дождь ещё льёт, но уменьшается; ветер шумит и дует сильно; воздух прохладен, наступает переходный сезон                                                 |
| 20 апреля      | Мангса деста ꦩꦁꦱꦢꦺꦱ꧀ꦠ     | 23           | Сухой сезон начался; крестьяне убирают рисовые поля; птицы нежно ухаживают за своими птенцами, как если бы они были «драгоценностями сердца»            |
| 13 мая         | Мангса саддха ꦩꦁꦱꦱꦢ꧀ꦝ    | 41           | Сухой сезон; вода начинает отступать, «исчезая из своих многочисленных мест»                                                                            |

### Лунные месяцы
Каждый лунный год (таун) делится на серию из двенадцати вулан (саси) или лунных месяцев. Каждый состоит из 29 или 30 дней. Это адаптировано из использования месяцев в исламском календаре. Названия месяцев приведены ниже на яванском и арабском языках, которые можно использовать взаимозаменяемо:
| Нгоко (неформальный)                      | Арабские имена                   | Продолжительность дней |
| ----------------------------------------- | -------------------------------- | ---------------------- |
| Сура ꦱꦸꦫ                                   | Мухаррам (المحرّم)                | 30                     |
| Сапар ꦱꦥꦂ                                  | Сафар (صفر)                      | 29                     |
| Мулуд / Рабингулавал ꦩꦸꦭꦸꦢ꧀ / ꦫꦧꦶꦔꦸꦭꦮꦭ꧀         | Раби аль-Аввал (ربيع الأوّل)      | 30                     |
| Бакда мулуд / Рабингулакир ꦧꦏ꧀ꦢꦩꦸꦭꦸꦢ꧀ / ꦫꦧꦶꦔꦸꦭꦏꦶꦂ | Раби аль-Тани (ربيع الثاني)      | 29                     |
| Джумадилавал ꦗꦸꦩꦢꦶꦭꦮꦭ꧀                       | Джумада аль-Аввал (جمادى الأولى) | 30                     |
| Джумадилахир ꦗꦸꦩꦢꦶꦭꦏꦶꦂ                        | Джумада аль-Тани (جمادى الآخرة)  | 29                     |
| Реджеп ꦉꦗꦼꦧ꧀                                | Раджаб (رجب)                     | 30                     |
| Рува / Арва ꦫꦸꦮꦃ / ꦄꦂꦮꦃ                       | Шаабан (شعبان)                   | 29                     |
| Pasa / Сийя ꦥꦱ / ꦱꦶꦪꦩ꧀                      | Рамадан (رمضان)                  | 30                     |
| Савал ꦱꦮꦭ꧀                                 | Шавваль (وّال)                    | 29                     |
| Села / Апит ꦱꦼꦭ / ꦲꦥꦶꦠ꧀                      | Дху аль-Циада (ذو القعدة)        | 30                     |
| Бесар / Хаджи ꦧꦼꦱꦂ / ꦏꦗꦶ                     | Дху аль-Хиджа (ذو الحجّة)         | 29 или 30              |

Продолжительность последнего месяца может составлять 29 или 30 дней, в зависимости от того, является год нормальным или високосным (таун кабисат).
Цикл месяцев иногда считается метафорически представляющим цикл человеческой жизни. Первые девять месяцев представляют собой беременность до рождения, в то время как десятый месяц представляет человека в мире, одиннадцатый конец его или её существования, а двенадцатый — возвращение туда, откуда он или она пришли. Таким образом, цикл переходит от одной искры или концепции (риджал) к другой, проходя через пустоту (сувунг).

## Обозначение годов
Эпоха Шаливахана, которая началась в 78 году и продолжает использоваться на Бали, использовалась во времена индуизма на Яве и более века спустя после появления ислама на Яве.
Когда султан Агунг принял исламский лунный календарь в 1633 году, он не принял летоисчисление от Хиджры для обозначения этих лет, а вместо этого продолжил подсчёт эпохи Шаливахана, которая в то время была 1555 годом. В результате яванский календарь фактически не учитывается ни за какое время.[уточнить]

### Циклы лет
Восемь тахунов составляют винду. Один винду длится 81 повторение цикла Уотонана, или 2835 дней (около 7 лет и 9 месяцев по григорианскому календарю). Тахун — это лунные годы и они короче, чем григорианские годы.
Названия лет в цикле винду следующие (в крама / нгоко):
1. Пурвана / Алип (354 дня);
2. Карьяна / Эхе (354 дня);
3. Анама / Джемавал (355 дней);
4. Лалана / Джэ (354 дня);
5. Нгаванга / Дал (355 дней);
6. Павака / Бэ (354 дня);
7. Васана / Ваву (354 дня);
8. Свасана / Джимакир (355 дней).

Затем винду сгруппированы в цикл из четырёх лет:
1. Винду Ади;
2. Винду Кунтхара;
3. Винду Сенгара;
4. Винду Санкая.

Циклы wulan, tahun и windu происходят из календаря саков.

### Куруп
Куруп — это период в 120 тахунов, или лунных лет, то есть 1440 лунных месяцев, или 15 Винду. Один день отбрасывается по сравнению с последним месяцем, в течение которого у Бесара было 30 дней, в результате чего у последнего винду курупа был на один день меньше обычного. Таким образом, общее количество дней в курупе составляет 42 524 (2835 дней в винду х 15 винду — 1 день). Это то же количество дней, что и в 120 лунных годах исламского календаря.
Каждый куруп назван в честь даты цикла ночи, в который начинается куруп. Так как это всегда выпадает на алип (первый) год винду, то с префиксом алип. Нынешний куруп начался во вторник 24 марта 1936 года, что соответствует Мухарраму 01 1355 года хиджры в табличном исламском календаре, и закончится в воскресенье 25 августа 2052 года. Поскольку дата этого дня была Селаса Пон, куруп называется Алип Селаса Пон.
Следующий куруп начнётся в понедельник 26 августа 2052 года, что соответствует Мухарраму 01 1475 года хиджры в исламском календаре, и закончится в субботу 28 января 2169 года.

## Дино Мулё
Дино Мулё (буквально «благородные дни») отмечается поклонением Густи, создателю жизни и вселенной.
Практики традиционных яванских духовных учений сохранили несколько благородных дней:
- Сату Суро, первая из суры, Новый год;
- Анггара Касых: Вторник Кливон;
- Дино Пурномо: Джемуа Леги / Сукра Манис (Пятница Леги).